# Kernel

Astrazione dal software all'hardware passando per il kernel

In informatica, il kernel (AFI: [ˈkəːnəl]) o nucleo è un programma situato al centro del sistema operativo che ha generalmente un controllo completo dell'intero sistema e fornisce un accesso sicuro e controllato dell'hardware ai processi in esecuzione sul computer. Dato che possono eventualmente esserne eseguiti simultaneamente più di uno, il kernel può avere anche la responsabilità di assegnare una porzione di tempo-macchina (scheduling) e di accesso all'hardware a ciascun programma (multitasking).

## Descrizione
Un kernel non è strettamente necessario per far funzionare un computer. I programmi possono essere infatti direttamente caricati ed eseguiti sulla macchina, a patto che i loro sviluppatori ritengano necessario fare a meno del supporto del sistema operativo.
Questa era la modalità di funzionamento tipica dei primi computer, che venivano resettati prima di eseguire un nuovo programma. In un secondo tempo, alcuni programmi accessori come i program loader e i debugger venivano lanciati da una memoria a sola lettura, o fatti risiedere in memoria durante le transizioni del computer da un'applicazione all'altra: essi formarono la base di fatto per la creazione dei primi sistemi operativi.
Un'altra situazione in cui l'assenza di sistema operativo è auspicabile è l'esempio dei microcontrollori monolitici.
L'accesso diretto al kernel da parte di un utente/amministratore può avvenire in modalità user mode o kernel mode.

## Classificazione

Confronto tra i diversi kernel

L'accesso diretto all'hardware può essere anche molto complesso, quindi i kernel usualmente implementano uno o più tipi di astrazione dall'hardware, il cosiddetto livello di astrazione dell'hardware (hardware abstraction layer o HAL). Queste astrazioni servono a "nascondere" la complessità e a fornire un'interfaccia pulita e uniforme all'hardware sottostante, in modo da semplificare il lavoro degli sviluppatori.
I kernel si possono classificare in quattro categorie, in base al grado di astrazione dell'hardware:
- Kernel monolitici, che implementano direttamente una completa astrazione dell'hardware sottostante.
- Microkernel, che forniscono un insieme ristretto e semplice di astrazione dell'hardware e usano software (chiamati device driver o server) per fornire maggiori funzionalità.
- Kernel ibridi (o microkernel modificati), che si differenziano dai microkernel puri per l'implementazione di alcune funzioni aggiuntive al fine di incrementare le prestazioni.
- Esokernel, che rimuovono tutte le limitazioni legate all'astrazione dell'hardware e si limitano a garantire l'accesso concorrente allo stesso, permettendo alle singole applicazioni di implementare autonomamente le tradizionali astrazioni del sistema operativo per mezzo di speciali librerie.

### Kernel monolitici

Rappresentazione grafica di un kernel monolitico

L'approccio monolitico definisce un'interfaccia virtuale di alto livello sull'hardware e software, con un set di primitive o chiamate di sistema per implementare servizi di sistema operativo come gestione dei processi, multitasking e gestione della memoria, in diversi moduli che girano in modalità supervisore.
Anche se ogni modulo che serve queste operazioni è separato dal resto, l'integrazione del codice è molto stretta e difficile da fare in maniera corretta e, siccome tutti i moduli operano nello stesso spazio, un bug in uno di essi può bloccare l'intero sistema. Tuttavia, quando l'implementazione è completa e sicura, la stretta integrazione interna dei componenti rende un buon kernel monolitico estremamente efficiente. 
Il più considerevole svantaggio dei kernel monolitici è tuttavia che non è possibile aggiungere un nuovo dispositivo hardware senza aggiungere il relativo modulo al kernel, operazione che richiede la ricompilazione del kernel. In alternativa è possibile compilare un kernel con tutti i moduli di supporto all'hardware, al costo di aumentarne molto la dimensione. Tuttavia i kernel monolitici più moderni come il kernel Linux e FreeBSD possono caricare moduli in fase di esecuzione, se sono previsti in fase di configurazione (la fase di configurazione è la fase che precede quella di compilazione, durante la quale si può scegliere quali feature o driver debbano far parte del nuovo kernel), permettendo così l'estensione del kernel quando richiesto, mantenendo al contempo le dimensioni del codice nello spazio del kernel al minimo indispensabile.
Esempi di kernel monolitici:
- I tradizionali kernel UNIX, quali ad esempio i kernel BSD.
- Il kernel Linux.
- Kernel di ricerca come AGNIX.

### Microkernel

Rappresentazione grafica di un microkernel

Logo AIX, sistema operativo, basato su microkernel

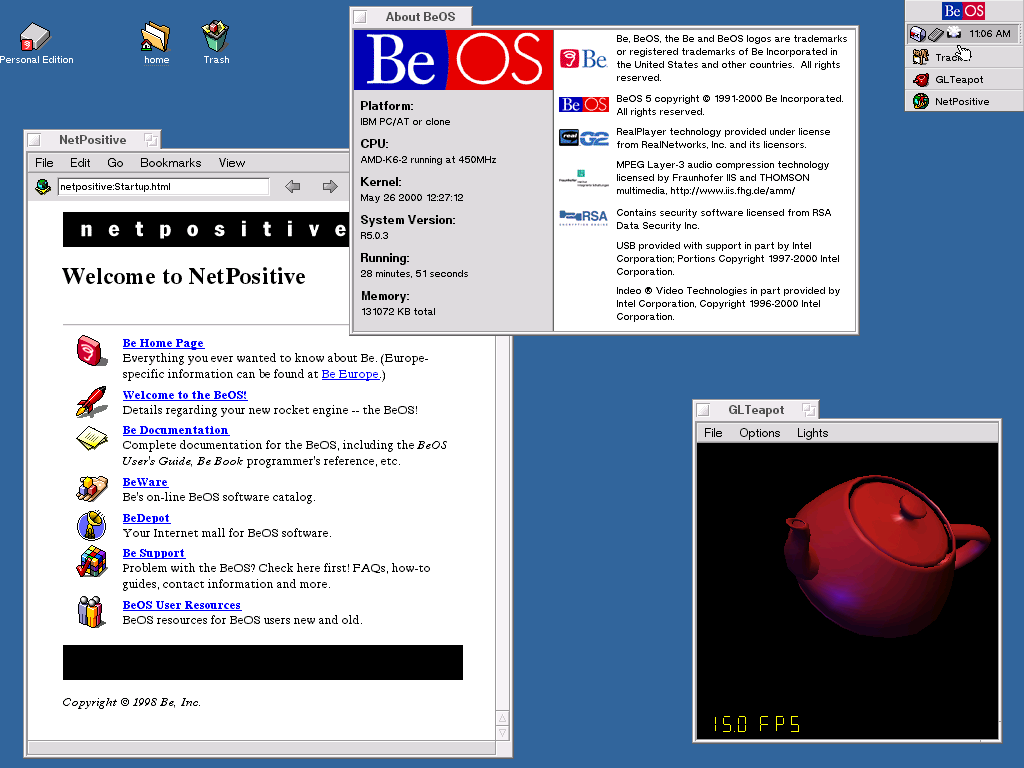
BeOS, altro sistema operativo basato su microkernel

L'approccio microkernel consiste nel definire un kernel principale che fornisce esclusivamente un set di primitive o chiamate di sistema per implementare servizi minimali del sistema operativo quali gestione dei thread, spazi di indirizzamento o comunicazione interprocesso. Sopra tale kernel minimale (da cui il prefisso "micro") vengono innestati dei server, ovvero programmi separati dal kernel che comunicano con questo tramite le suddette chiamate di sistema per implementare le varie funzionalità del sistema.
L'obiettivo principale è la separazione delle implementazioni dei servizi di base dalle strutture operative del sistema. Per esempio, il processo di blocco (locking) dell'input/output può essere implementato come modulo server a livello utente. Questi moduli a livello utente, usati per fornire servizi di alto livello al sistema, sono modulari e semplificano la struttura e la progettazione del kernel. Un servizio server che smette di funzionare non provoca il blocco dell'intero sistema, e può essere riavviato indipendentemente dal resto.
Vi sono alcuni tipi di microkernel che non possono essere definiti esattamente come tali, perché non implementano alcune funzioni sotto forma di server, sebbene siano caratterizzati da altre prerogative che definiscono i microkernel. Il più noto di essi è Exec, abbreviazione di Executive Multitasking (e il suo diretto successore ExecSG) che è il kernel di AmigaOS.
Esempi di microkernel e Sistemi operativi basati su microkernel:
- AIX
- Amoeba
- BeOS e il suo successore Haiku
- Chorus microkernel
- EROS
- FreeRTOS
- K42
- KeyKOS (a nanokernel)
- LSE/OS (a nanokernel)
- The L4 microkernel family
- Mach[4]
- MERT
- Minix
- MorphOS
- QNX
- RadiOS
- Redox
- Spring operating system
- Symbian OS
- VSTa
- HarmonyOS

### Kernel monolitici e microkernel: confronto

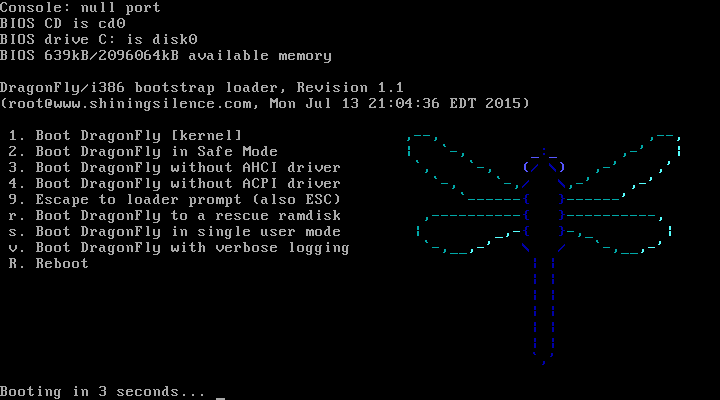
DragonFly

I kernel monolitici sono spesso preferiti ai microkernel a causa del minor livello di complessità nel controllo dei codici di controllo in uno spazio di indirizzamento. Per esempio XNU, il kernel di macOS, è basato su un kernel Mach 3.0 e componenti BSD nello stesso spazio di indirizzamento in modo da abbattere i tempi di latenza tipici dei microkernel. XNU risulta così un kernel dalle notevoli prestazioni poiché basato in parte su una soluzione ibrida e non può in ogni caso essere considerato un microkernel. Nella documentazione ufficiale di Apple si fa chiaro riferimento a XNU come Kernel Monolitico Modulare.
A partire dai primi anni novanta i kernel monolitici sono considerati obsoleti. Il kernel Linux come kernel monolitico anziché come microkernel è stato uno degli argomenti della famosa guerra di religione fra Linus Torvalds (il creatore di Linux) e Andrew Tanenbaum (celebre docente di sistemi operativi, autore di Minix) - in rete sono disponibili maggiori dettagli.
In realtà vi sono ragioni da entrambe le parti.
I kernel monolitici tendono ad essere più semplici da progettare correttamente, e possono quindi evolversi più rapidamente di un sistema basato su microkernel. Ci sono storie di successi in entrambi gli schieramenti. I microkernel sono spesso usati in sistemi embedded in applicazioni mission critical di automazione robotica o di medicina, a causa del fatto che i componenti del sistema risiedono in aree di memoria separate, private e protette. Ciò non è possibile con i kernel monolitici, nemmeno con i moderni moduli caricabili.
A parte il kernel Mach, che è il più noto microkernel di uso generico, molti altri microkernel sono stati sviluppati con scopi specifici. Kernel L3 in particolare è stato creato per dimostrare che i microkernel non sono necessariamente lenti. La famiglia di microkernel L4, successori di L3, dispongono di una implementazione chiamata Fiasco in grado di eseguire il kernel Linux accanto agli altri processi di L4 in spazi di indirizzamento separati.
QNX è un sistema operativo presente sulle scene dai primi anni ottanta e dispone di una implementazione a microkernel davvero minimalista. Questo sistema ha avuto molto più successo di Mach nel raggiungere gli obiettivi del paradigma a microkernel. È usato in situazioni in cui al software non è concesso di sbagliare, ad esempio nei bracci robotici dello space shuttle o in macchine che lavorano il vetro dove un errore anche piccolo può costare centinaia di migliaia di Euro.

### Kernel ibridi

Rappresentazione grafica di un kernel ibrido

I kernel ibridi sono essenzialmente dei microkernel che hanno del codice "non essenziale" al livello di spazio del kernel in modo che questo codice possa girare più rapidamente che se fosse implementato ad alto livello. Questo fu un compromesso adottato da molti sviluppatori di sistemi operativi prima che fosse dimostrato che i microkernel puri potevano invece avere performance elevate. Molti sistemi operativi moderni rientrano in questa categoria: Microsoft Windows è l'esempio più noto. Anche XNU, il kernel di Mac OS X, è di fatto un microkernel modificato, per via dell'inclusione di codice BSD in un kernel basato su Mach. DragonFly BSD è stato il primo sistema BSD non basato su Mach ad adottare l'architettura a kernel ibrido.
Non si confonda il termine "kernel ibrido" con i kernel monolitici che possono caricare moduli dopo il boot, poiché "ibrido" implica che il kernel in questione condivide concetti architetturali e meccanismi tipici sia dei kernel monolitici che dei microkernel, specialmente il passaggio di messaggi e la migrazione di porzioni di codice "non essenziale" a più alto livello, mantenendo a livello kernel solo il codice necessario per ragioni di prestazioni.
Esempi di kernel ibridi:
- Microsoft Windows NT che è usato su tutti i sistemi basati su NT
- XNU kernel del macOS
- DragonFly BSD
- Quark, il kernel di MorphOS
- Haiku

### Esokernel

Rappresentazione grafica di un Exokernel

Gli esokernel, o Exokernel, conosciuti anche come "sistemi operativi verticali", sono un approccio radicalmente differente alla progettazione dei sistemi operativi. L'idea centrale è "separare la protezione dalla gestione".
Nessuno meglio di uno sviluppatore sa come rendere efficiente l'uso dell'hardware disponibile, quindi l'obiettivo è dargli la possibilità di prendere le decisioni. Gli esokernel sono estremamente piccoli e compatti, poiché le loro funzionalità sono volutamente limitate alla protezione e al multiplexing delle risorse.
I kernel "classici" (sia monolitici che microkernel) astraggono l'hardware, nascondendo le risorse dietro a un livello di astrazione dell'hardware), o dietro a server "sicuri". In questi sistemi "classici", se ad esempio viene allocata della memoria, il programma non può sapere in quale pagina fisica questa verrà riservata dal sistema operativo, e se viene scritto un file non c'è modo di sapere direttamente in quale settore del disco è stato allocato. È questo il livello di astrazione che un esokernel cerca di evitare. Esso permette ad un'applicazione di richiedere aree specifiche di memoria, settori specifici su disco e così via, e si assicura solamente che le risorse richieste siano disponibili e che le applicazioni vi possano accedere.
Dato che un esokernel fornisce un'interfaccia davvero a basso livello all'hardware, mancando di qualsiasi funzionalità di alto livello tipica degli altri sistemi operativi, esso è accompagnato da un sistema operativo-libreria (in gergo libOS) che si interfaccia con l'esokernel sottostante fornendo quindi agli sviluppatori di applicazioni le funzionalità di un sistema operativo completo.
Tutto ciò ha un'importante implicazione: è possibile avere diversi libOS sul sistema. Se, per esempio, si installa un libOS che esporta un'API Unix e uno che esporta un'API Windows, è possibile eseguire simultaneamente applicazioni compilate per UNIX e per Windows. Lo sviluppo dei libOS avviene a livello utente, senza reboot, debug su console e in piena protezione della memoria.
Al momento gli esokernel sono più che altro dei progetti di ricerca e non sono usati in sistemi operativi commerciali. Un esempio di sistema basato su esokernel è Nemesis, sviluppato dall'Università di Cambridge, dall'Università di Glasgow, da Citrix Systems e dall'Istituto Svedese di Informatica. Anche il MIT ha sviluppato diversi sistemi basati su esokernel.

### No Kernel
Il software cosiddetto "no kernel" non ha l'obbligo di essere limitato ad un unico entry point che sia oltretutto centralizzato. Un esempio è dato da progetti come TUNES e UnununiumOS, che intendevano creare un sistema operativo privo di kernel (entrambi i progetti sono stati interrotti).